# كسر وجني فكي مركب

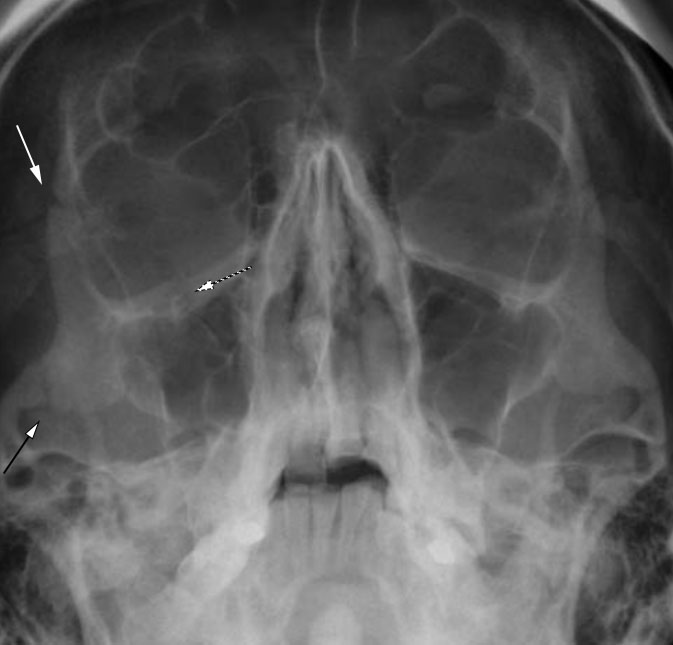
كسر وجني وفكي مركب أيمن مع تمزق الجدار المداري الجانبي وأرضية المدار والقوس الوجني والجيب الفكي.

الكسر المركب الوجني والفكي ، المعروف أيضًا باسم الكسر الرباعي، و كسر رباعي القوائم، كان يشار إليه سابقًا باسم الكسر الثلاثي أو كسر ثلاثي القوائم، يحتوي على أربعة مكونات: ثلاثة منها مرتبطة ارتباطاً مباشراً في الاتصالات بين العظم الوجني والوجه، والرابع هو كسر أرضية المحجر. مواقعها المحددة هي الجدار المداري الجانبي (عند تقاطعها العلوي مع الدرز الوجني الجبهي أو تقاطعها السفلي مع الدرز الوجني الوتدي [في العظم الوتدي| الجناح الوتدي الكبير])، فصل عظم الفك العلوي والعظم الوجني عند الفك العلوي الأمامي (بالقرب من الدرز الوجني الفكي العلوي)، القوس الوجني، و قاع محجر العين بالقرب من القناة تحت الحجاج.

## العلامات والأعراض
عند الفحص البدني يظهر الكسر على أنه فقدان لإسقاط الخد مع زيادة عرض الوجه. في معظم الحالات، هناك فقدان للإحساس في الخد والشفة العليا بسبب إصابة العصب تحت محجر العين. كدمات الوجه، وكدمات حول محجر العين، وغاز الأنسجة الرخوة، أو لتورم، و الضزز، و تغيير المضغ، و ازدواج الرؤية، وشلل في عضلات العين هي سمات أخرى غير مباشرة للإصابة. عادةً ما ينكسر العظم الوجني عند أضعف نقطة له، وتكون 1.5سم خلف الدرز الصدغي الوجني

## السبب
السبب بالعادة يكون ضربة مباشرة للعظم الوجني للخد أثناء الإعتداء. يحتوي كل من عظم الوجنة على مرفقين بالجمجمة، ومرفقين بالفك العلوي، مما يشكل محجر العين و الجدران الجانبية. يشار إلى هذه المجموعة باسم المركب الوجني والفكي. يحتوي عظم الفك العلوي والعرضي على الدرز الوجني الفكي العلوي والدرز الوجني الصدغي، بينما يحتوي العظم الجانبي والرأسي للفك العلوي على خيوط وجنية والفكين و الخيوط الجبهية الوجنية.
يشير مصطلح «كسر ثلاثي الأرجل» المستخدم سابقًا إلى هذه الدعامات لكنها لم تشمل العلاقة الخلفية من العظم الوجني إلى العظم الوتدي عند درز الوجني الوتدي.
هناك ارتباط بين كسر المركب الوجني الفكي والكسور الأنفية الحجاجية والغربالية على نفس جانب الإصابة. ترافق الكسور الأنفية الحجاجية والغربالية احتمالية مرتفعة لحدوث تشوه ما بعد الجراحة.

## العلاج
يمكن معالجة الكسور غير النازحة أو النازحة بالحد الأدنى بشكل متحفظ. التخفيض المفتوح والتثبيت الداخلي محجوز للحالات ذات الزوايا الشديدة أو المطحونة. الغرض من التثبيت هو استعادة المظهر الطبيعي للوجه. ويولى اهتمام خاص لموضع البروز الوجني و التقليل من حجم محجر العين عن طريق إعادة تنظيم العظم الوجني والعظم الوتدي. يمكن أن يؤدي الفشل في التصحيح إلى حدوث تشوه في الدوران وزيادة حجم محجر العين، مما يتسبب في غؤور العين.
الكسور مع النزوح تتطلب عملية جراحية تتكون من تصغير الكسر بالصفيحات الصغيرة، والصفائح الدقيقة والمسامير. يستخدم نهج جيلي للكسور الوجنية المنخفضة. إن تشخيص كسور الحامل ثلاثي القوائم جيد بشكل عام في بعض الحالات، قد يكون هناك عدم تناسق مستمر في الوجه بعد الجراحة، حيث يمكن أن تتطلب مزيدًا من العلاج.